# 2 Hearts
"2 Hearts" är en poplåt framförd av den australiska sångerskan Kylie Minogue och utgör den ledande singeln på hennes tionde studioalbum, X. Låten spelades ursprungligen in av Kish Mauve. "2 Hearts" var Minogues första singel sedan hon fick diagnosen bröstcancer i maj 2005. 

## Format- och låtlista

### Brittisk CD 1
1. "2 Hearts"
2. "I Don't Know What It Is"

### Brittisk CD 2
1. "2 Hearts"
2. "2 Hearts" (Alan Braxe Mix)
3. "King or Queen"
4. "2 Hearts" (Video)

### Australisk CD
1. "2 Hearts"
2. "2 Hearts" (Alan Braxe Mix)
3. "King or Queen"
4. "I Don't Know What It Is"
5. "2 Hearts" (Video)

### Rysk CD
1. "2 Hearts"
2. "I Don't Know What It Is"